# Julius Knierim
Julius Knierim (* 3. September 1919 in Kassel; † 1. Januar 1999 in Niefern-Öschelbronn) war ein deutscher Heilpädagoge, Musikwissenschaftler und Komponist.

## Leben
Von 1939 bis 1943 belegte er ein Studium der Musikwissenschaft in Berlin, das er mit einer Dissertation über den Komponisten Johann Heugel abschloss. Im Jahr 1943 erfolgte seine Heirat mit der Musikerin Maja Krückeberg. Nach Kriegsdienst und Rückkehr aus der Kriegsgefangenschaft begann er ein Studium der Waldorfpädagogik am Waldorflehrerseminar in Stuttgart.
1947 wurde er Mitarbeiter am Michaelshof Hepsisau, einer von Albrecht Strohschein gegründeten heilpädagogischen Heimschule, und entfaltete dort über fünf Jahrzehnte hinweg ein vielgestaltiges musikalisches Leben.

## Wirken
Knierims Arbeitsspektrum umfasst von ihm für die Schüler neu entwickelte Improvisationsformen (Freies Tongespräch, Strömendes Gestalten) ebenso wie die Aufführung von Opern mit der ganzen Heimgemeinschaft. Im Zentrum seiner musikpädagogischen und -therapeutischen Arbeit steht die seit 1926 durch Edmund Pracht und Lothar Gärtner gebaute moderne Leier. Knierim hat wesentliche Beiträge zur Methodik des Leierspiels geleistet. Eng verbunden ist er auch mit der Entstehung der seit 1964 entstandenen „Choroi“-Instrumente und hat 1968 maßgeblich an der Entwicklung der siebensaitigen Kinderharfe, eines für das Musizieren mit jüngeren Kindern konzipierten pentatonischen Saiteninstruments, mitgewirkt. 1970/1971 wurde er Mitbegründer der „Freien Musik Schule“, einer europaweit als „Wanderstudium“ organisierten Ausbildung für Kunst, Pädagogik und Therapie. Durch seine langjährige Mitarbeit in verschiedenen Ausbildungsstätten hatte er einen prägenden Einfluss auf die musikalische Arbeit in Waldorfkindergärten und -schulen sowie innerhalb der anthroposophischen Heilpädagogik.

## Bedeutung
Neben Beiträgen zu musikpädagogischen und -therapeutischen Themen in Zeitschriften und Sammelwerken hat Knierim vorwiegend Lied- und Chorkompositionen veröffentlicht und Literatur für Leier herausgegeben. Zeugnis seiner vielfältigen Aktivitäten gibt vor allem seine 1988 erschienene Aufsatzsammlung Zwischen Hören und Bewegen. Innerhalb der in Deutschland seit den 1970er Jahren sich auch mit akademischen Ausbildungsgängen und regelmäßigen Tagungen etablierenden Musiktherapie war er als einer der führenden Vertreter der anthroposophischen Therapierichtung ein gefragter Referent und Kooperationspartner. 1985 bis 1990 gehörte er dem Vorstand der Deutschen Gesellschaft für Musiktherapie an. Er verfasste den ersten Übersichtsartikel zur Musiktherapie im Lexikon Musik in Geschichte und Gegenwart.

## Werke
- Quintenlieder. Bingenheim 1970.
- Lieder und Chöre. Bingenheim 1981.
- Zwischen Hören und Bewegen. Von den Heilkräften der Musik. Wuppertal 1988.
- Musik zum Oberuferer Dreikönigsspiel. Stuttgart 1993.
- Das Sonnenpferd/The Sun Horse - Der Mondenbaum/The Moon Tree. Weilheim/Teck 2019.

Als Herausgeber
- Spielbuch 1 bis 4 für Leier. Bingenheim 1961, 1967, 1970, 1978.
- Jahreslieder. Bingenheim 1981.